# Roman Penczek
Roman Penczek (ur. 10 grudnia 1929 w Mysłowicach, zm. 3 czerwca 1987 w Katowicach) – polski hokeista, olimpijczyk.
Zawodnik grający jako obrońca. Grał w KS 09 Mysłowice (1943-1950 i 1958-1961) i Górniku 20 Katowice. Z tym ostatnim klubem w 1958 zdobył tytułów mistrza a w latach 1952, 1956, 1957 wicemistrza Polski.
W reprezentacji Polski wystąpił 33 razy zdobywając 5 bramek. Wziął udział w Zimowych Igrzyskach Olimpijskich w Oslo w 1952 w oraz w turnieju o mistrzostwo świata w 1955. W 1953 zdobył brązowy medal akademickich mistrzostw świata.
Po zakończeniu kariery zawodniczej trener i działacz hokejowy.